# Vitmaskad nunnefågel
Vitmaskad nunnefågel (Hapaloptila castanea) är en fågel i familjen trögfåglar inom ordningen jakamar- och trögfåglar.

## Utseende och läte
Vitmaskad nunnefågel är en distinkt fågel, med kraftig svart näbb omgiven av vita borst, kastanjebrun undersida och röda ögon. Sången består av en serie med jämnt fördelade mjuka visslingar som kan härmas.

## Utbredning och systematik
Fågeln förekommer lokalt i Anderna i västra Colombia och nordvästra Peru. Den placeras som enda art i släktet Hapaloptila och behandlas som monotypisk, det vill säga att den inte delas in i några underarter.

## Levnadssätt
Vitmaskad nunnefågel förekommer sällsynt i molnskogar, på högre höjder än någon annan trögfågel. Den påträffas inne i skogarna, ofta nära exponerade jordbankar vari den häckar. Fågeln ses ofta sitta helt orörlig under långa perioder, för att plötsligt göra utfall för att fånga en insekt eller ett litet däggdjur.

## Status och hot
Arten har ett stort utbredningsområde, men tros minska i antal, dock inte tillräckligt kraftigt för att den ska betraktas som hotad. Internationella naturvårdsunionen IUCN listar arten som livskraftig (LC).